# 弘前自動車運転免許試験場
弘前自動車運転免許試験場（ひろさきじどうしゃうんてんめんきょしけんじょう）は、青森県弘前市にある、青森県警察が管理する運転免許試験場。

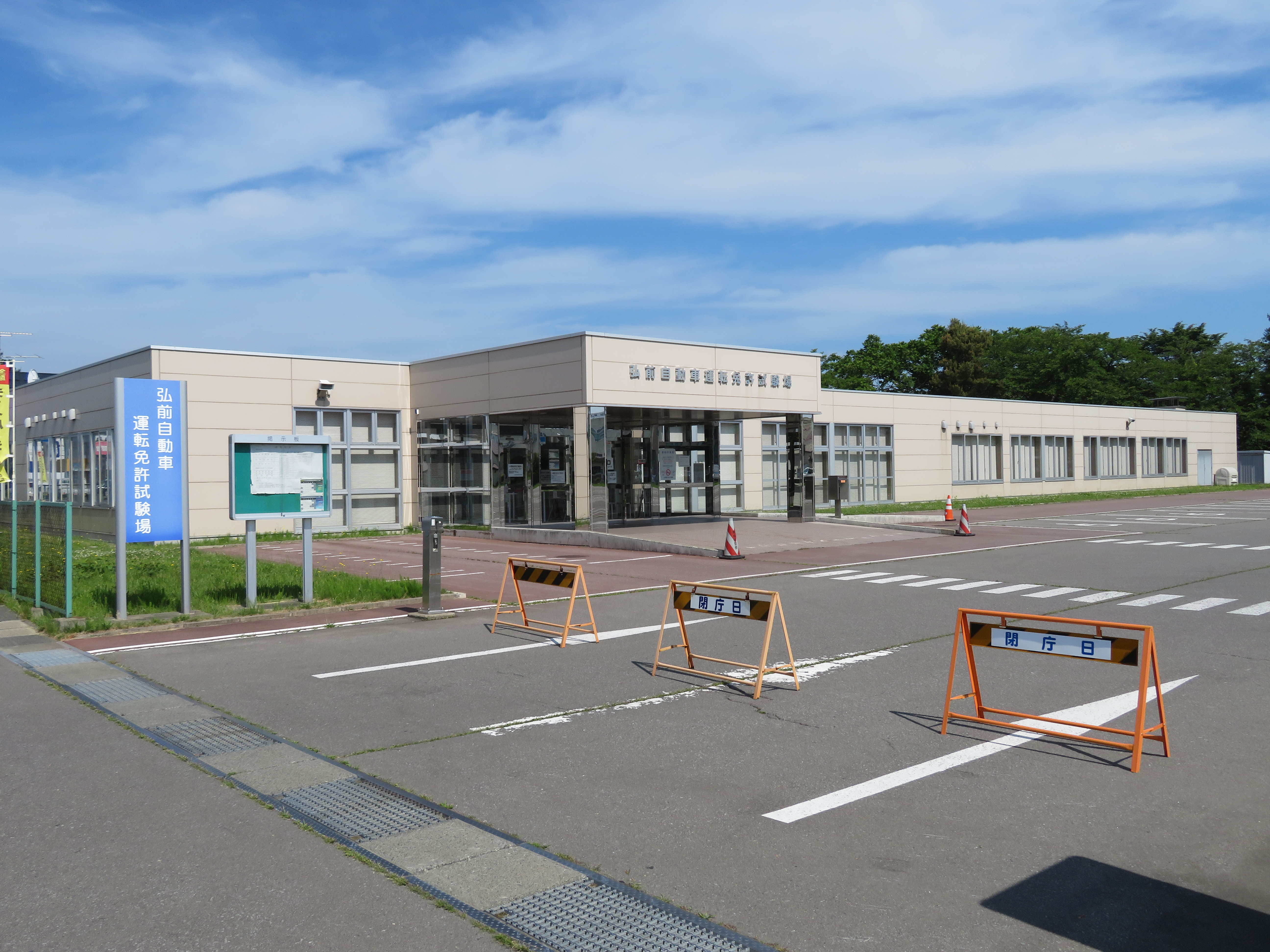
弘前自動車運転免許試験場

## 概要
当試験場はかつて弘前市樹木1丁目にあったが、施設や駐車場が狭く、建設から60年以上が経過していたため老朽化が進んでいた。そのため旧城東小学校の跡地に新築されることとなり、2009年10月4日から現在地での業務を開始した。
これにより、試験や更新などは平日の受付（第1・3金曜日を除く）となり、免許証（ICチップ内蔵）は即日交付が可能となった。また、第1・3日曜日には更新窓口のみが開設されている。

## 所在地
- 弘前市大字大久保字西田38-2

## アクセス
- 国道7号堅田[3]交差点から青森県道41号弘前環状線を撫牛子・黒石方面へ入り、約150m。
- 弘南バス
  - 自動車運転免許試験場環状線で、「自動車運転免許試験場前」バス停下車。
    - ただし、運行は朝・昼・午後の3便のみ[4]。

  - 弘前五所川原線・弘前黒石（豊蒔・高田経由）線・弘前浪岡線で、「豊蒔入口」バス停下車後、徒歩約500m・約8分。
- なお、最寄の駅はJR撫牛子駅だが、駅前から路線バスは無いほか、タクシーの待機は、待機している時間もあるが、無い時もある。

## その他
- 大久保への移転計画の際には正式名称が決定していなかったため弘前運転免許センター（仮称）と表記されていたことがある。移転運用開始後の名称は基本的に看板や施設へ表記されている弘前自動車運転免許試験場となるが、弘前運転免許センターの名称が使用される場合もある。